# Іртиш (Омськ)
Некомерційне партнерство Футбольний клуб «Іртиш» (Омськ) або просто «Іртиш» (рос. Некоммерческое партнерство «Футбольный клуб „Иртыш“») — професіональний російський футбольний клуб з міста Омськ. Заснований 9 червня 1946 року. На даний час виступає у Другому дивізіоні, зона «Схід».

## Хронологія назв
- 1946 — «Крила Рад»
- 1947—1948 — команда заводу імені Баранова
- 1949 — «Більшовик»
- 1957 — «Червона Зірка»
- 1958—2005 — «Іртиш»
- 2006—2008 — «Іртиш-1946»
- 2009 — н.ч. — «Іртиш»

## Історія

### «Іртиш» у всесоюзних змаганнях
Омський «Іртиш» — одна з найстаріших і найпопулярніших футбольних команд Сибіру й Далекого Сходу. З 1946 до 1949 року команда Омська була в числі учасників першості СРСР. Перший матч чемпіонату країни команда провела 9 червня 1946 року проти прокоп'євського «Вуглівника». Цю зустріч футболісти з Омська виграли з розгромним рахунком 6:0. У 1946 році «Крила Рад» посіли друге місце в зоні «Сибір» другої групи першості країни. У 1947 році команда Заводу імені Баранова (нова назва «Крил») в аналогічному турнірі фінішувала на восьмому місці, а в 1948 році опустилася на сходинку нижче. У 1949 році «Більшовик» (команду знову перейменували) опинилася на 11-му місці серед 14-ти учасників. Потім настала перерва, й омські команди брали участь тільки в першості РРФСР серед команд КФК.
У 1957 році «Червона зірка» (колишній «Більшовик») посіла четверте місце в першості СРСР серед команд класу Б (Далекосхідна зона). У 1958 році команда була перейменована в «Іртиш». У класі Б «Іртиш» виступав до 1965 року. При цьому двічі (в 1960 і 1965 роках) він посідав перше місце в зональному турнірі і двічі — друге (1963, 1964). З 1966 по 1969 роки «Іртиш» грав у другій групі класу А; в 1968 році він завоював золоті медалі турніру. З 1970 по 1991 роки команда брала участь в першості СРСР серед команд першої та другої ліг (в першій лізі — в 1984 році, інші роки — у другій лізі). У 1983, 1988, 1989 роках «Іртиш» посідав перше місце в зональному турнірі, в 1972, 1982, 1986, 1987 — друге, в 1970, 1981, 1985, 1991 — третє. У 1981 році «Іртиш» став володарем Кубку РРФСР.

### «Іртиш» у чемпіонатах Росії
У 1992—1995, 1997, 1998 роках «Іртиш» брав участь в першості Росії серед команд першої ліги. При цьому двічі, в 1992 і 1993 роках, команда завоювала «срібло» турніру. У 1996 році і в 1999—2009 роках омичи виступали у другому дивізіоні (зона «Схід»), де в 1996 і 2009 роках зайняли перше місце, а в 2003 і 2008 роках — третє. У Кубку ПФЛ 2009 (турнірі для переможців зон другого дивізіону) клуб зайняв останнє, 5-те місце, проте воротар клубу Олексій Краснокутський був визнаний найкращим воротарем турніру.
Згідно з календарем Першого дивізіону 2010 року «Іртиш» проводив матчі за спареною схемою з «Уралом». У Кубку Росії 2010/11 клуб поступився в першому ж своєму матчі «КАМАЗу» (0:2, 1/32 фіналу).
Після 24-го туру «Іртиш» опустився на 16-те місце і більше з «зони вильоту» не виходив. Протягом шести турів (з 26 по 31 тури) «Іртиш» посідав останнє 20-те місце.
6 жовтня «Іртиш» здобув свою останню перемогу в сезоні — з рахунком 1:0 був обіграний «Урал»
24 жовтня після домашньої поразки від ФК «Динамо» (Брянськ) «Іртиш» втратив теоретичні шанси на місце в Першому дивізіоні-2011.
6 листопада матчем в Сочі команда завершила сезон. Підсумком виступу стало 19-те місце з 28-ма очками в турнірній таблиці: 6 матчів команда виграла, 22 програла і 10 звела внічию. За сезон воротарі клубу пропустили 52 м'ячі (16-ий результат в лізі), забили — 26 (найгірший результат в лізі).
Найкращий бомбардир команди за підсумками сезону — Антон Багаев (6 м'ячів).
З 2011 року клуб виступає в першості другого дивізіону (зона «Схід»).
16 липня 2014 року, коли команду очолив Сергій Бойко. Помічниками залишилися Павло Поршнєв і Сергій Константінов, які раніше працювали з Володимиром Арайсом. Підсумком сезону стало друге місце в зоні «Схід», що стало найкращим результатом команди за останні 6 років. При цьому Іртиш лідирував протягом майже всього Чемпіонату і упустив перше місце через декілька нічийних результатів і поразок в кінці другого етапу.
Сезон 2015/16 років команда провела нерівно, чергуючи перемоги, нічиї та поразки і втрачаючи очки в ключових матчах. Перед початком третього кола у «Іртиша» були шанси поборотися за перше місце в зоні «Схід», що давало можливість вийти в дивізіон, але результати трьох матчів третього кола після переможного матчу з «Новокузнецьком» (нічия з «Том-2», поразки від «Сахаліну» та «Зміни») позбавили «Іртиш» теоретичних шансів на перемогу в першості, а нерівна кінцівка (одна перемога, одна поразка, одна нічия) опустили команду з третього місця на п'яте. Після сезону команду покинув головний тренер Сергій Бойко.
Напередодні початку нового сезону 2016/17 років команду очолив Олександр Дереповський. За підсумками сезону Іртиш посів останнє 6-те місце, однак зберіг місце в ПФЛ.
Сезон 2017/18 розпочала команда почала нерівно: після перемоги в першому своєму матчі в рамках розіграшу Кубку Росії «Іртиш» поступився в 4-ох поспіль матчах Першості і в матчі 1/32 фіналу проти «Томі». Серія поразок перервалася лише накінці першого кола двома нічийним результатами з Читою. Друге коло «Іртиш» провів, чергуючи перемоги (матчі з «Зенітом» в Омську і зі «Зміною» в Комсомольську-на-Амурі) з поразками («Сахалін») і завершив спареними домашніми матчами з барнаульским «Динамо», завершилися для омчан невдало: нічия 0:0 і поразка 0:1, одне очко з шести і збільшення відставання від інших команд. З таким невтішним результатом «Іртиш» пішов на зимову перерву. Молодіжний склад, також чергував перемоги з поразками і нічийними результатами, під завісу сезону Першості ЛФЛ 2017 забезпечив собі 8-ме місце і збереження місця в 3-му дивізіоні.

## Досягнення
- Чемпіонат СРСР (зональні турніри)
  -  Чемпіон (6): 1960, 1965, 1968, 1983, 1988, 1989
  -  Срібний призер (6): 1963, 1964, 1972, 1982, 1986, 1987
  -  Бронзовий призер (4): 1970, 1981, 1985, 1991

- Чемпіонат Росії

Другий дивізіон, зона «Схід»
- -  Чемпіон (2): 1996, 2009

Перша ліга
- -  Срібний призер (2): 1992, 1993

Другий дивізіон, зона «Схід»
- -  Срібний призер (1): 2014/15
  -  Бронзовий призер (2): 2003, 2008

## Інфраструктура та стадіон
Домашня арена клубу — стадіон «Червона Зірка» місткістю 5000 осіб в період реконструкції. Тренувальною базою клубу є критий манеж «Червона Зірка», в ньому ж клуб грає в зимовий і непогожий час. Також на території Муніципального установи «Спортивний комплекс Червона Зірка» розташовано безліч натуральних і штучних полів, на яких тренується не тільки головна команда міста й її дубль, але й вихованці Дитячої спортивної школи. Стадіон не перебуває в підпорядкуванні клубу: для тренувань і проведення матчів ФК «Іртиш» комплекс надається в безкоштовне користування.
Технічний спонсор клубу — компанія Adidas. Оголошений бюджет на 2010 рік — 150 млн рублів.

## Трансляції матчів
У 1980-1990-их роках домашні матчі «Іртиша» зі стадіону «Червона Зірка» активно транслювали ДТРК «Іртиш» і телеканал «СТВ-3». В останнє десятиліття матчі омської команди в телеефірі не з'являлися жодного разу. У сезоні 2010 року з матчів велися аудіотрансляції на порталах sportbox.ru та onedivision.ru. На даний час прямі відеотрансляції домашніх і виїзних матчів клубу проводяться на офіційному сайті ПФЛ pfl-russia.com.

## Статистика виступів у чемпіонатах Росії
| Сезон   | Див. | Турнір                  | Місце | І  | В  | Н  | П  | ЗМ | ПМ | Очки |
| ------- | ---- | ----------------------- | ----- | -- | -- | -- | -- | -- | -- | ---- |
| 1992    | 2    | Перша ліга, «Схід»      | 2     | 30 | 18 | 6  | 6  | 45 | 25 | 42   |
| 1993    | 2    | Перша ліга, «Схід»      | 2     | 30 | 16 | 7  | 7  | 52 | 33 | 39   |
| 1994    | 2    | Перша ліга              | 16    | 42 | 15 | 7  | 20 | 50 | 79 | 37   |
| 1995    | 2    | Перша ліга              | 20    | 42 | 13 | 6  | 23 | 47 | 82 | 45   |
| 1996    | 3    | Друга ліга, «Схід»      | 1     | 30 | 22 | 3  | 5  | 59 | 17 | 69   |
| 1997    | 2    | Перша ліга              | 17    | 42 | 15 | 12 | 15 | 52 | 53 | 57   |
| 1998    | 2    | Перша ліга              | 21    | 42 | 11 | 8  | 23 | 36 | 58 | 41   |
| 1999    | 3    | Другий дивізіон, «Схід» | 10    | 30 | 12 | 6  | 12 | 30 | 34 | 42   |
| 2000    | 3    | Другий дивізіон, «Схід» | 7     | 24 | 8  | 9  | 7  | 20 | 18 | 33   |
| 2001    | 3    | Другий дивізіон, «Схід» | 6     | 28 | 11 | 10 | 7  | 29 | 20 | 43   |
| 2002    | 3    | Другий дивізіон, «Схід» | 5     | 30 | 16 | 7  | 7  | 51 | 28 | 55   |
| 2003    | 3    | Другий дивізіон, «Схід» | 3     | 24 | 13 | 4  | 7  | 28 | 28 | 43   |
| 2004    | 3    | Другий дивізіон, «Схід» | 8     | 27 | 6  | 8  | 13 | 23 | 35 | 26   |
| 2005    | 3    | Другий дивізіон, «Схід» | 4     | 30 | 14 | 7  | 9  | 37 | 32 | 49   |
| 2006    | 3    | Другий дивізіон, «Схід» | 6     | 36 | 16 | 10 | 10 | 51 | 38 | 58   |
| 2007    | 3    | Другий дивізіон, «Схід» | 5     | 30 | 12 | 11 | 17 | 43 | 31 | 47   |
| 2008    | 3    | Другий дивізіон, «Схід» | 3     | 27 | 14 | 7  | 6  | 46 | 30 | 49   |
| 2009    | 3    | Другий дивізіон, «Схід» | 1     | 27 | 17 | 6  | 4  | 49 | 20 | 57   |
| 2010    | 2    | Перший дивізіон         | 19    | 38 | 6  | 10 | 22 | 26 | 52 | 28   |
| 2011/12 | 3    | Другий дивізіон, «Схід» | 4     | 36 | 16 | 9  | 11 | 52 | 38 | 57   |
| 2012/13 | 3    | Другий дивізіон, «Схід» | 9     | 30 | 5  | 9  | 16 | 37 | 62 | 24   |
| 2013/14 | 3    | Другий дивізіон, «Схід» | 7     | 24 | 8  | 8  | 8  | 28 | 28 | 32   |
| 2014/15 | 3    | Другий дивізіон, «Схід» | 2     | 24 | 12 | 7  | 5  | 35 | 17 | 43   |
| 2015/16 | 3    | Другий дивізіон, «Схід» | 5     | 24 | 7  | 10 | 7  | 25 | 23 | 31   |
| 2016/17 | 3    | Другий дивізіон, «Схід» | 6     | 20 | 4  | 3  | 13 | 18 | 36 | 15   |

## Склад команди

### Основний склад
Станом на 10 вересня 2017 року

| №  | Поз. | Нац.  | Гравець            |
| -- | ---- | ----- | ------------------ |
| 55 | ВР   | Росія | Микита Гарон       |
| 77 | ВР   | Росія | Станіслав Антіпов  |
| 16 | ВР   | Росія | Ілля Єременко      |
| 3  | ЗХ   | Росія | Олександр Букачев  |
| 4  | ЗХ   | Росія | Станіслав Малеєв   |
| 5  | ЗХ   | Росія | Станіслав Смірнов  |
| 12 | ЗХ   | Росія | Ілля М'ясникевич   |
| 18 | ЗХ   | Росія | Костянтин Зіганшин |
| 19 | ЗХ   | Росія | Михайло Гончаров   |
| 23 | ЗХ   | Росія | Станіслав Бевза    |
|    | ЗХ   | Росія | Ілля Ісабеков      |
| 6  | ПЗ   | Росія | Валентин Волошок   |
| 9  | ПЗ   | Росія | Станіслав Юдов     |
| 10 | ПЗ   | Росія | Олексій Орлов      |

| №  | Поз. | Нац.  | Гравець              |
| -- | ---- | ----- | -------------------- |
| 13 | ПЗ   | Росія | Микита Антіпов       |
| 14 | ПЗ   | Росія | Кирило Кулеватов     |
| 17 | ПЗ   | Росія | Олександр Макогон    |
| 21 | ПЗ   | Росія | Георгій Волчанін     |
| 22 | ПЗ   | Росія | Олег Тарабанов       |
| 27 | ПЗ   | Росія | Андрій Сафроненко    |
| 29 | ПЗ   | Росія | Олександр Кербс      |
| 30 | ПЗ   | Росія | Микита Комаров       |
| 2  | НП   | Росія | Сергій Буланов       |
| 7  | НП   | Росія | Ілля Берковський     |
| 8  | НП   | Росія | Артем Третьяков      |
| 11 | НП   | Росія | Антон Багаєв         |
| 15 | НП   | Росія | Микита Савлучинський |
|    | НП   | Росія | Володимир Дрєєв      |

### Молодіжний склад— ОАФ «Іртиш-М»
Станом на 17 вересня 2017 року
| №  | Поз. | Нац.  | Гравець             |
| -- | ---- | ----- | ------------------- |
| 1  | ВР   | Росія | Ілля Єременко*      |
| 16 | ВР   | Росія | Владислав Свербило  |
|    | ВР   | Росія | Вадим Гриценко      |
|    | ВР   | Росія | Артур Валишин       |
| 2  | ЗХ   | Росія | Костянтин Тихонов   |
| 3  | ЗХ   | Росія | Ілля Ісабеков*      |
| 4  | ЗХ   | Росія | Євген Корюкін       |
| 6  | ЗХ   | Росія | Костянтин Зіганшин* |
| 7  | ЗХ   | Росія | Владислав Соловйов  |
| 14 | ЗХ   | Росія | Ілля Кочергін       |
| 22 | ЗХ   | Росія | Ілля М'ясникевич    |
| 23 | ЗХ   | Росія | Данило Арзін        |
|    | ЗХ   | Росія | Данило Артишев      |
|    | ЗХ   | Росія | Семен Яцук          |
|    | ЗХ   | Росія | Дмитро Суханов      |
|    | ЗХ   | Росія | Григорій Курлов     |
|    | ЗХ   | Росія | Дмитро Данильчук    |

| №  | Поз. | Нац.  | Гравець               |
| -- | ---- | ----- | --------------------- |
|    | ЗХ   | Росія | Ренат Валіуллін       |
| 8  | ПЗ   | Росія | Єгор Дробиш           |
| 10 | ПЗ   | Росія | Валентин Волошок*     |
| 12 | ПЗ   | Росія | Олексій Орлов*        |
| 17 | ПЗ   | Росія | Владислав Вагнер      |
| 21 | ПЗ   | Росія | Андрій Сафроненко     |
| 30 | ПЗ   | Росія | Ілля Берковський*     |
|    | ПЗ   | Росія | Олександр Макогон*    |
|    | ПЗ   | Росія | Кирил Кулеватов*      |
|    | ПЗ   | Росія | Ігор Агєєв            |
| 9  | НП   | Росія | Володимир Дрєєв*      |
| 11 | НП   | Росія | Артем Калантаєв       |
|    | НП   | Росія | Єгор Демидков         |
|    | НП   | Росія | Сергій Яковлєв        |
|    | НП   | Росія | Микола Славучинський* |
|    | НП   | Росія | Артем Антімонов       |

Примітки:
- також заявлений за основний склад

## Рекорди
- Найбільша перемога — 8:0. З таким рахунком «Іртиш» у 1965 році розгромив «Спартак» з Самарканда, а в 1980 році — «Світлотехніка» з Саранська.
- Найбільше число перемог за сезон: 24 (1965), нічиїх за сезон — 21 (1967), очок за сезон — 55 (1965, 1968), голів команди за сезон — 69 (1955), голів гравцем за матч — 5 (3.Білень, 1970), зіграних матчів на «0» гравцем (всього) — 91 (Е. Кисельніков), зіграних матчів на «0» гравцем (за сезон) — 23 (А. Симович, 1968). Найкраща різниця м'ячів: +42 (1996).
- Найтриваліші «сухі» серії воротарів: Х. Галімов — 754 хвилини (1965 рік); С. Меланченко — 717 (2008 рік); С. Демерджі — 647 (1967 рік); М. Черкашин — 646 (1993 рік); Е. Кисельніков — 600 (1989 рік); А. Симович — 515 (1968 рік); К. Ігошин — 512 (2002 рік); Д. Овчинніков — 454 (2000 рік).
- У команді підготовлено 34 майстри спорту. Дев'ять футболістів «Іртиша» входили до списків найкращих футболістів РРФСР.

### Найбільша кількість матчів
Згідно з офіційним сайтом клубу
1. Володимир Арайс — 481
2. Володимир Березнов — 425
3. Анатолій Шестаков — 383
4. Володимир Шепель — 372
5. Олександр Крюков — 372
6. Володимир Кузнєцов — 370
7. Віктор Сорванов — 346
8. Павло Поршнєв — 343
9. Марат Мулашев — 336
10. Антон Багаєв — 322
11. Віталій Раздрогін — 317

### Найкращі бомбардири клубу
Згідно з офіційним сайтом клубу
1. Марат Мулашев — 117
2. Антон Багаєв — 107
3. Зіновій Білень — 92
4. Віктор Соравнов — 86
5. Володимир Сизонтов — 77+

## Керівний склад

### Керівництво клубу
- Президент — Волошок Ігор Валентинович
- Заступник президента — Брехов Димитрій Геннадійович
- Начальник команди — Амірджанов Артем Аркадійович

### Тренерський штаб
- Головний тренер — Дереповський Олександр Васильович
- Старший тренер — Константінов Сергій Володимирович
- Тренер по роботі з воротарями — Морєв Андрій Валерійович
- Тренер з ОФП — Бичков Сергій Анатолійович
- Тренер молодіжного складу — Анатолій Чикинський.

### Адміністративний штаб
- Адміністратор — Жигайло Володимир Петрович
- Прес-аташе Кунгурцев Дмитро Михайлович
- Менеджер прес-служби — Пузирьова Євгенія Ігорівна
- Масажист — Нікерін Олексій Іванович
- Лікар — Яригін Олександр Володимирович
- Відеооператор — Хворов Ілля Володимирович
- Фотокореспондент — Казіонов Володимир Олексійович
- Історик омського футболу — Сокуров Володимир Юхимович

## Відомі гравці
- Всеволод Бобров[9]
- Олександр Т. Петров
- Олександр Дереповський
- Марат Мулашев
- Ігор Ханкеєв
- Юрій Дядюк
- Євген Шурко
- Денис Угаров
- Євген Овсієнко
- Ерванд Крбашян
- Санжар Турсунов
- Сергій Топоров
- Андрій Морєв
- Олександр Новіков
- Юрій Гетіков
- Олексій Мартинов
- Володимир Семенов
- Олександр Гуральський
- Костянтин Фішман
- Сергій Лебедков
- Олексій Друзін
- Сергій Брєєв

## Відомі тренери
- П. І. Єфремов (1946—1947)
- Г. Бугров (1948—1949)
- М. М. Голіцин (1957)
- Л. Б. Долгополов (1958)
- М. В. Євсєєв (1959)
- Є. І. Імреков (1960—1962)
- Ю. Л. Студенецький (1963—1965)
- Р. І. Карічев (1966)
- М. М. Ревякін (1967)
- П. П. Щербатенко (1968—1970)
- Є. І. Імреков (1971—1972)
- Ф. З. Мирський (1973)
- Є. І. Імреков (1974)
- В. С. Лєдовських (1975—1978)
- К. А. Шперлінг (1979—1986)
- О. В. Івченко (1987—1990)
- / В. С. Мартинов (1991—1992)
- З. Є. Білень (1992)
- А. А. Амірджанов (1993—1994)
- В. С. Толчев (1994)
- В. М. Арайс (1995)
- О. В. Івченко (1995—1998)
- Г. І. Костильов (1998)
- А. А. Амірджанов (1999)
- С. М. Васютін (2000)
- В. А. Сізонтов (2001)
- О. В. Івченко (2001—2002)
- С. М. Чикишев (2003—2004)
- А. І. Кузнєцов (2005—2006)
- А. А. Амірджанов (2006)
- О. І. Кокарєв (2007)
- А. А. Амірджанов (2007)
- В. М. Арайс (2008—2010)
- А. М. Дорофєєв (2010—2011/2012)
- В. М. Арайс (2012/2013—2013/2014)
- С. С. Бойко (2014/2015—2015/2016)
- О. В. Дереповський (з червня 2016)